# Катона, Шандор
Шандо́р Като́на (венг. Katona Sándor; 21 февраля 1943, Будапешт — 16 мая 2009, Будапешт) — венгерский футболист, игравший на позиции нападающего. Олимпийский чемпион (1964).

## Биография

### Клубная карьера
Катона в возрасте 17 лет начал профессиональную карьеру в «Гонведе». За «Гонвед» играл в течение семи сезонов и в 1964 году выиграл Кубок Венгрии. В составе «Гонведа» сыграл 104 матча и забил 11 голов. В 1967 году перешёл в «Ференцварош», в составе которого играл в течение четырёх сезонов. Катона сыграл за «зелёных орлов» четыре сезона и выиграл два чемпионских титула.
Завершил карьеру в клубе одного из низших дивизионов «Эгьетертес» в 1972 году

### Карьера в сборной
В составе сборной Венгрии Катона стал олимпийским чемпионом. Он был основным игроком на олимпийском футбольном турнире 1964 года, где сыграл в 5 матчах на турнире.

### Смерть
Скончался 16 мая 2009 года в Будапеште в возрасте 66 лет.

## Достижения
«Гонвед»
- Обладатель Кубка Венгрии (1): 1964

«Ференцварош»
- Чемпион Венгрии (2): 1967, 1968

 Венгрия
- Олимпийский чемпион (1): 1964